# Championnat du Nord de football (USFSA)
Le championnat du Nord de football est une compétition française de football, disputée annuellement entre 1898 et 1914 et organisée par le Comité du Nord de l'Union des sociétés françaises de sports athlétiques (USFSA).
Le Comité du Nord regroupait les clubs des départements du Nord et du Pas-de-Calais.
Le vainqueur de cette compétition régionale était qualifié pour le championnat de France à partir de 1899. Les clubs nordistes y ont d’emblée rivalisé avec les clubs Parisiens, plaçant le Nord comme la place forte du football français avant la Première Guerre mondiale. Ceux-ci ont remporté le titre de champion de France à sept reprises, titres partagés entre le Racing Club de Roubaix (cinq titres), l'Union sportive tourquennoise (un titre) et l'Olympique lillois (un titre).

## Palmarès
| Année | Champion          | Parcours en championnat de France |
| ----- | ----------------- | --------------------------------- |
| 1899  | Iris Club lillois | Demi-finale                       |
| 1900  | US tourquennoise  | Demi-finale                       |
| 1901  | Iris Club lillois | Demi-finale                       |
| 1902  | RC roubaisien     | Champion                          |
| 1903  | RC roubaisien     | Champion                          |
| 1904  | RC roubaisien     | Champion                          |
| 1905  | RC roubaisien     | Finale                            |
| 1906  | RC Roubaix        | Champion                          |
| 1907  | RC Roubaix        | Finale                            |
| 1908  | RC Roubaix        | Champion                          |
| 1909  | US tourquennoise  | Demi-finale                       |
| 1910  | US tourquennoise  | Champion                          |
| 1911  | Olympique lillois | Quart de finale                   |
| 1912  | US tourquennoise  | Demi-finale                       |
| 1913  | Olympique lillois | Quart de finale                   |
| 1914  | Olympique lillois | Champion                          |

## Détails par saison

### Saison 1900-1901
La finale met en jeu les vainqueurs des groupes intérieur et maritime, l'Iris Club lillois et l'Union sportive de Calais, sur le terrain « dans un état déplorable » de l'Iris Club le 10 février 1901 devant un « public nombreux ». Le match est très déséquilibré. Après neuf buts encaissés, l'US Calais déclare forfait. Le match se poursuit à titre d’entrainement, les Lillois s'imposant finalement par quinze buts à zéro. L'Auto-Vélo donne le nom des buteurs (Munce 7, Dévit 4, Guilloux 3, Bauet 1).

### Saison 1901-1902
La première série de Nord est remportée par le RC Roubaix. En finale du championnat, Roubaix écarte l'US Calais le 6 avril.

### Saison 1909-1910
L'US tourquennoise remporte le titre le dimanche 27 février 1910 lors de la dernière journée en tenant le match nul zéro à zéro face à son dauphin, l'Olympique lillois, qui avait besoin d'une victoire pour être champion,.
| Rang | Équipe             | Pts | J  | G  | N | P  | Bp | Bc | GA |
| ---- | ------------------ | --- | -- | -- | - | -- | -- | -- | -- |
| 1    | US tourquennoise T | 49  | 18 | 15 | 1 | 2  |    |    |    |
| 2    | Olympique lillois  | 48  | 18 | 14 | 2 | 2  |    |    |    |
| 3    | RC Calais          | 42  | 18 | 10 | 4 | 4  |    |    |    |
| 4    | RC Roubaix         | 42  | 18 | 11 | 1 | 6  |    |    |    |
| 5    | Stade roubaisien   | 36  | 18 | 7  | 4 | 7  |    |    |    |
| 6    | SC tourquennois    | 35  | 18 | 9  | 0 | 9  |    |    |    |
| 7    | US boulonnaise     | 33  | 18 | 6  | 3 | 9  |    |    |    |
| 8    | US Malo-les-Bains  | 27  | 18 | 3  | 3 | 12 |    |    |    |
| 9    | SO calaisien       | 25  | 18 | 2  | 3 | 13 |    |    |    |
| 10   | US Calais          | 23  | 18 | 1  | 3 | 14 |    |    |    |

### Saison 1910-1911
L'Olympique lillois remporte le titre le dimanche 19 février 1911. Le dernier match entre l'Olympique lillois et le Stade roubaisien n'est pas joué, le 26 février ayant lieu le match Paris-Nord puis le 5 mars les huitièmes de finale du championnat de France.
| Rang | Équipe             | Pts | J  | G  | N | P  | Bp | Bc | GA  |
| ---- | ------------------ | --- | -- | -- | - | -- | -- | -- | --- |
| 1    | Olympique lillois  | 37  | 13 | 12 | 0 | 1  | 77 | 15 | +62 |
| 2    | RC Roubaix         | 36  | 14 | 11 | 0 | 3  | 38 | 20 | +18 |
| 3    | US tourquennoise T | 34  | 14 | 10 | 0 | 4  | 56 | 21 | +35 |
| 4    | RC Calais          | 26  | 14 | 6  | 2 | 6  | 30 | 35 | -5  |
| 5    | Stade roubaisien   | 25  | 13 | 4  | 2 | 7  | 26 | 34 | -8  |
| 6    | US boulonnaise     | 24  | 14 | 5  | 0 | 9  | 19 | 32 | -13 |
| 7    | US Malo-les-Bains  | 22  | 14 | 4  | 0 | 10 | 21 | 65 | -44 |
| 8    | SC tourquennois    | 16  | 14 | 1  | 0 | 13 | 26 | 88 | -62 |

### Saison 1911-1912
L'US tourquennoise remporte le titre,,,,.
| Rang | Équipe              | Pts | J  | G  | N | P  | Bp | Bc | GA |
| ---- | ------------------- | --- | -- | -- | - | -- | -- | -- | -- |
| 1    | US tourquennoise    | 38  | 14 | 11 | 2 | 1  |    |    |    |
| 2    | RC Calais           | 32  | 14 | 7  | 4 | 3  |    |    |    |
| 3    | Olympique lillois T | 32  | 14 | 9  | 1 | 4  |    |    |    |
| 4    | RC Roubaix          | 30  | 14 | 8  | 0 | 6  |    |    |    |
| 5    | Stade roubaisien    | 28  | 14 | 7  | 0 | 7  |    |    |    |
| 6    | US boulonnaise      | 27  | 14 | 6  | 1 | 7  |    |    |    |
| 7    | US Malo-les-Bains   | 20  | 14 | 2  | 2 | 10 |    |    |    |
| 8    | SC tourquennois     | 16  | 14 | 1  | 0 | 13 |    |    |    |

### Saison 1912-1913
Source.
| Rang | Équipe             | Pts | J  | G  | N | P  | Bp | Bc | Diff |
| ---- | ------------------ | --- | -- | -- | - | -- | -- | -- | ---- |
| 1    | Olympique lillois  | 40  | 14 | 13 | 0 | 1  | 72 | 15 | +57  |
| 2    | US tourquennoise T | 38  | 14 | 12 | 0 | 2  | 57 | 14 | +43  |
| 3    | RC Roubaix         | 30  | 14 | 8  | 0 | 6  | 33 | 40 | -7   |
| 4    | RC Calais          | 29  | 14 | 7  | 1 | 6  | 27 | 22 | +5   |
| 5    | US boulonnaise     | 27  | 14 | 6  | 1 | 7  | 42 | 39 | +3   |
| 6    | Stade roubaisien   | 23  | 14 | 4  | 1 | 9  | 35 | 43 | -8   |
| 7    | RC Arras P         | 19  | 14 | 2  | 1 | 11 | 15 | 59 | -44  |
| 8    | US Malo            | 18  | 14 | 2  | 0 | 12 | 12 | 60 | -48  |

### Saison 1913-1914
Calendrier. 
| Rang | Équipe              | Pts | J  | G  | N | P  | Bp | Bc | GA |
| ---- | ------------------- | --- | -- | -- | - | -- | -- | -- | -- |
| 1    | Olympique lillois T | 39  | 14 | 12 | 1 | 1  |    |    |    |
| 2    | US tourquennoise    | 38  | 14 | 11 | 2 | 1  |    |    |    |
| 3    | Club lillois P      | 29  | 14 | 6  | 3 | 5  |    |    |    |
| 4    | US boulonnaise      | 27  | 14 | 6  | 1 | 7  |    |    |    |
| 5    | RC Roubaix          | 24  | 14 | 5  | 0 | 9  |    |    |    |
| 6    | Stade roubaisien    | 24  | 14 | 4  | 2 | 8  |    |    |    |
| 7    | RC Calais           | 24  | 14 | 4  | 2 | 8  |    |    |    |
| 8    | OSC boulonnais P    | 19  | 14 | 1  | 3 | 10 |    |    |    |